# Peggy Van Lier
Marguerite Langley-Van Lier, Peggy Van Lier, née à Johannesbourg en Afrique du Sud, le 16 mars 1915 et morte à Alderton dans le Suffolk au Royaume-Uni, le 20 juillet 2000, est une résistante belge de la Seconde Guerre mondiale qui prit une part active au sein du Réseau Comète, une filière d'exfiltration d'aviateurs alliés tombés en Belgique occupée. Elle y fut active, au côté de Jean Greindl, d'avril à décembre 1942. Date à laquelle, elle dut à son tour emprunter le réseau pour être exfiltrée en Angleterre via la France, l'Espagne et Gibraltar. En novembre 1943, elle épouse un agent du MI9 qui l'avait accueillie lors de son arrivée à Londres, James Langley (en).

## Éléments biographiques
Peggy Van Lier est née en 1915, en Afrique du Sud, à Johannesbourg d'un père belge qui y est négociant et d'une mère, Greta O'Reily, d'origine irlandaise. En 1920, la famille revient s'installer en Belgique. Lorsque la Belgique est envahie, en mai 1940, Peggy a 25 ans. Sa famille habite à Hal dans le Brabant.

### Le Réseau Comète

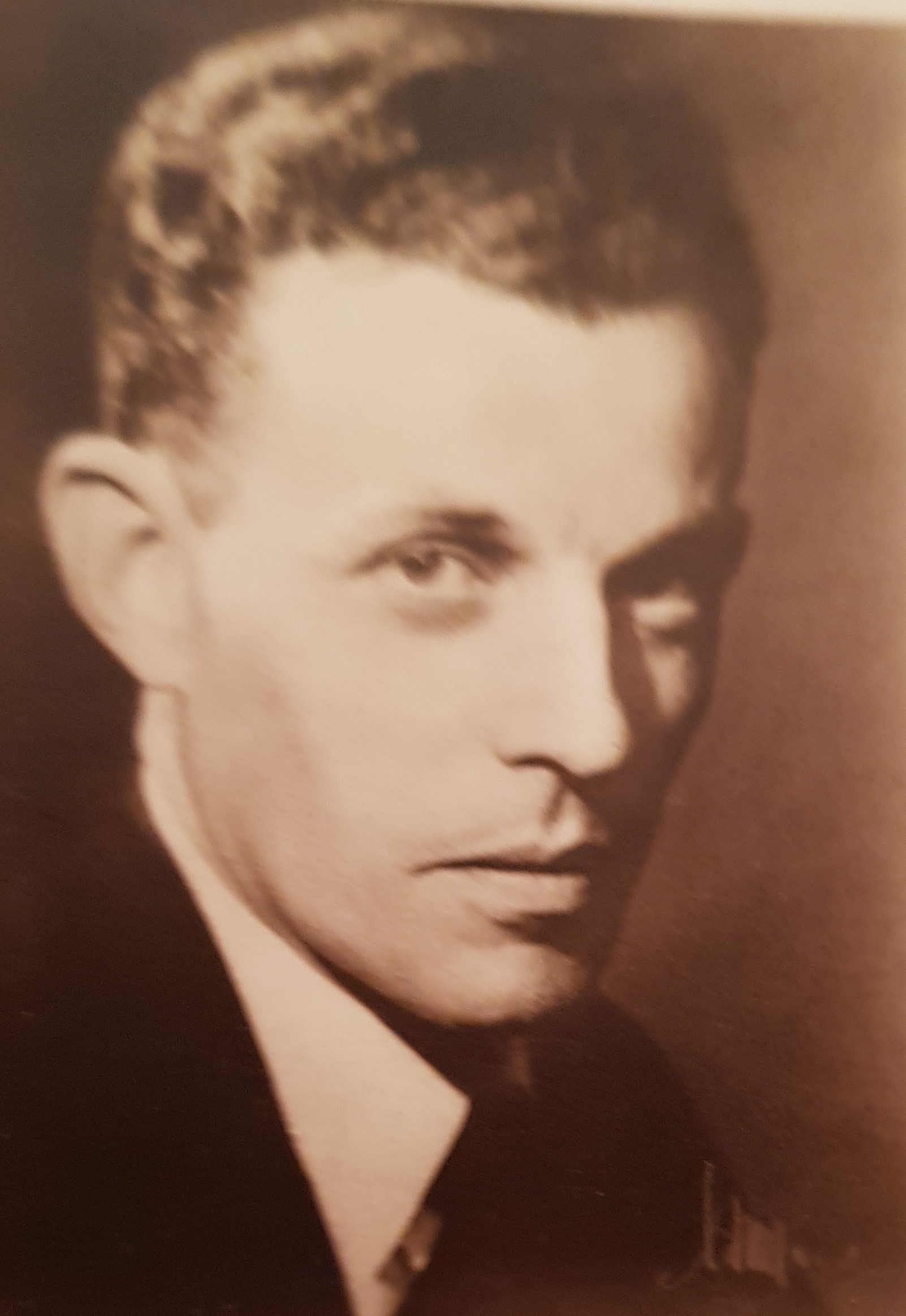
Jean Greindl (1905-1943) Némo.

Elle est appelée à Paris par Frédéric De Jongh qui y vit dans la clandestinité ayant du fuir Bruxelles. Sa fille, Andrée De Jongh et Arnold Deppé ont mis sur pied une filière d'évasion pour permettre à des aviateurs et des résistants brûlés de regagner l'Angleterre. Frédéric De Jongh qui n'est plus en mesure de coordonner le réseau à Bruxelles est à la recherche de nouveaux membres. C'est ainsi que Peggy Van Lier intègre le réseau et rencontre pour la première fois, Nemo, Jean Greindl à Bruxelles. Jean Greindl dirige alors la Cantine suédoise de la Croix-Rouge suédoise qui vient en aide aux enfants démunis en leur fournissant des vêtements et de la nourriture. La cantine sert également de couverture pour des résistants du réseau qu'il s'agit de remettre rapidement sur pied après un premier revers,. Jean Greindl et Peggy Van Lier restructure la filière en découpant la Belgique en 4 secteurs, Gand, Hasselt, Liège et Namur où sont acheminés les aviateurs alliés avant de rejoindre Bruxelles et d'être exfiltrer en Angleterre via Lille, Paris, Bordeaux, Saint-Jean-de-Luz, Bilbao et Gibraltar. Peggy, à l'abondante chevelure rousse éclatante, ne ménage pas ses efforts. Elle est d'un dynamisme à toute épreuve et frappe par son tempérament. Elle était toujours en perpétuel mouvement et parle abondamment d'une voix retentissante. Nemo et Peggy Van Lier fabriquent de faux papiers, pourvoient au ravitaillement, organisent les safe houses et supervisent les exfiltrations,.
En juillet 1942, la sœur d'Andrée De Jongh, Suzanne Wittek-De Jongh est arrêtée. Elle était la personne qui établissait les liens du première réseau mis en place par sa sœur et son père et le nouveau restructuré par Nemo et Peggy. Elle est déportée en 1943 et connaitra Ravensbrück et Mauthausen d'où elle sera libérée en 1945.
En août 1942, Andrée Dumon et son père, également trahi par un agent infiltré, sont arrêtés. Il mourra à Gross-Rosen en 1945 mais Andrée, Nadine dans la résistance, survivra à sa déportation. Sa sœur, Micheline Dumon Michou sera très active dans le réseau et contribuera à l'évasion de plus de 250 aviateurs alliés.
Entre juillet et novembre 1942, 54 aviateurs peuvent ainsi rallier l'Angleterre via les Pyrénées où ils sont pris en charge par Andrée De Jongh et le passeur basque, Florentino Goikoetxea qui les conduisirent en neuf traversées en Espagne.

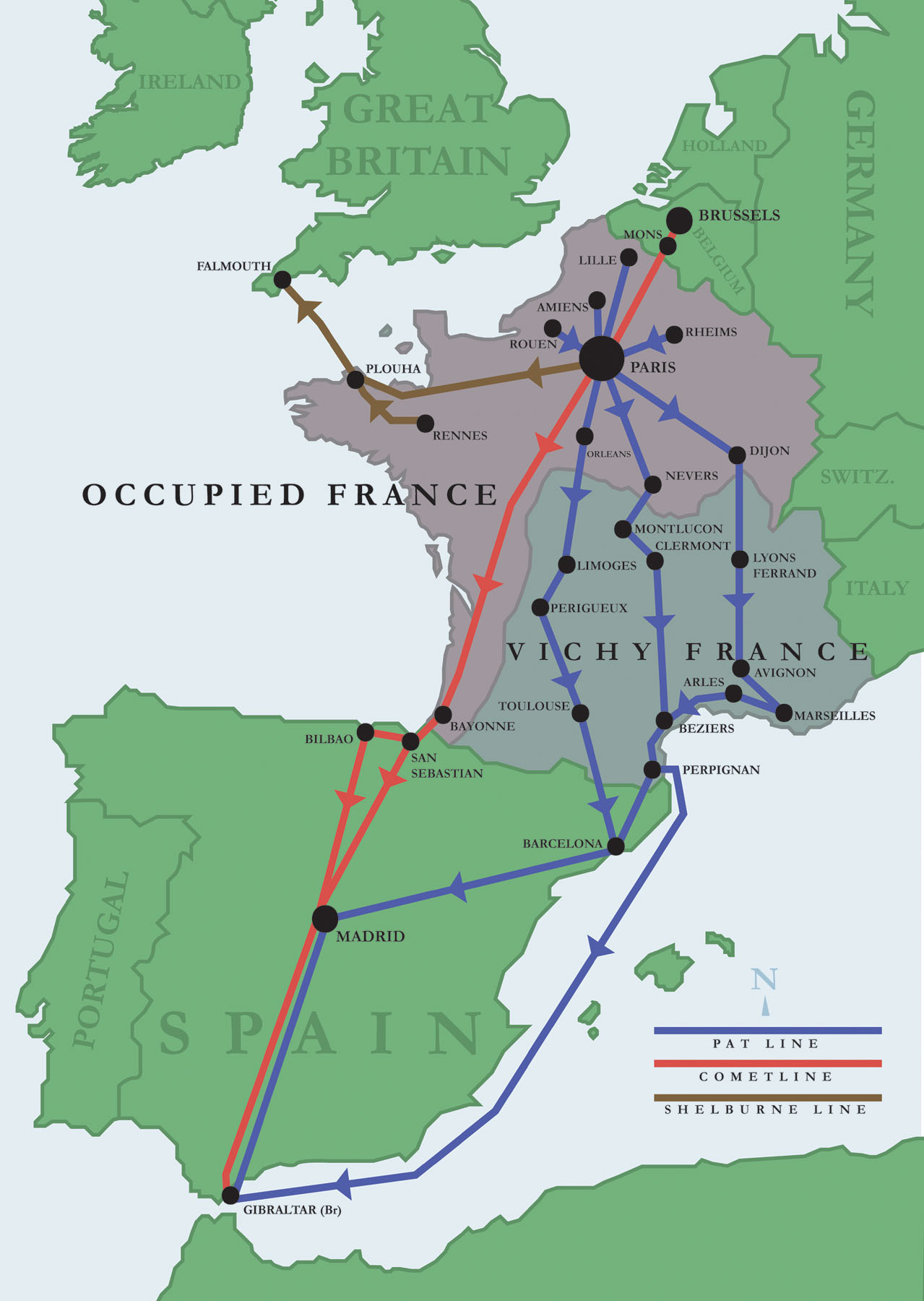
Carte du réseau Comète en rouge. En bleu, le réseau de Pat O'Leary et en brun le Réseau Shelburn.

En novembre 1942, une nouvelle vague d'arrestation survient, elle fait suite à l'infiltration du réseau par deux agents de la Geheime Feldpolizei se faisant passer pour deux pilotes américains tombés au Luxembourg, ils remontent la filière via Namur et Bruxelles où ils atteignent la safe house des Maréchal. Elsie Maréchal-Bell et de sa fille, Elsie Maréchal, dite young Elsie sont arrêtées comme le seront, en fin de journée, Georges Maréchal et son fils, Robert alors âgé de 15 ans. Young Elsie travaillait également pour Jean Greindl à la Cantine. Elle était venue le trouver pour lui expliquer qu'ils avaient été informés de l'arrivée de deux pilotes américains par une lettre déposée directement chez eux, ce qui était contraire à la procédure habituelle.
Inquiet, Jean Greindl renvoie young Elsie chez elle les invitant à la plus grande prudence. Lorsqu'elle arrive à l'Avenue Voltaire, elle trouve une porte entrouverte et huit agents de la Geheime Feldpolizei. Elle est aussitôt arrêtée.

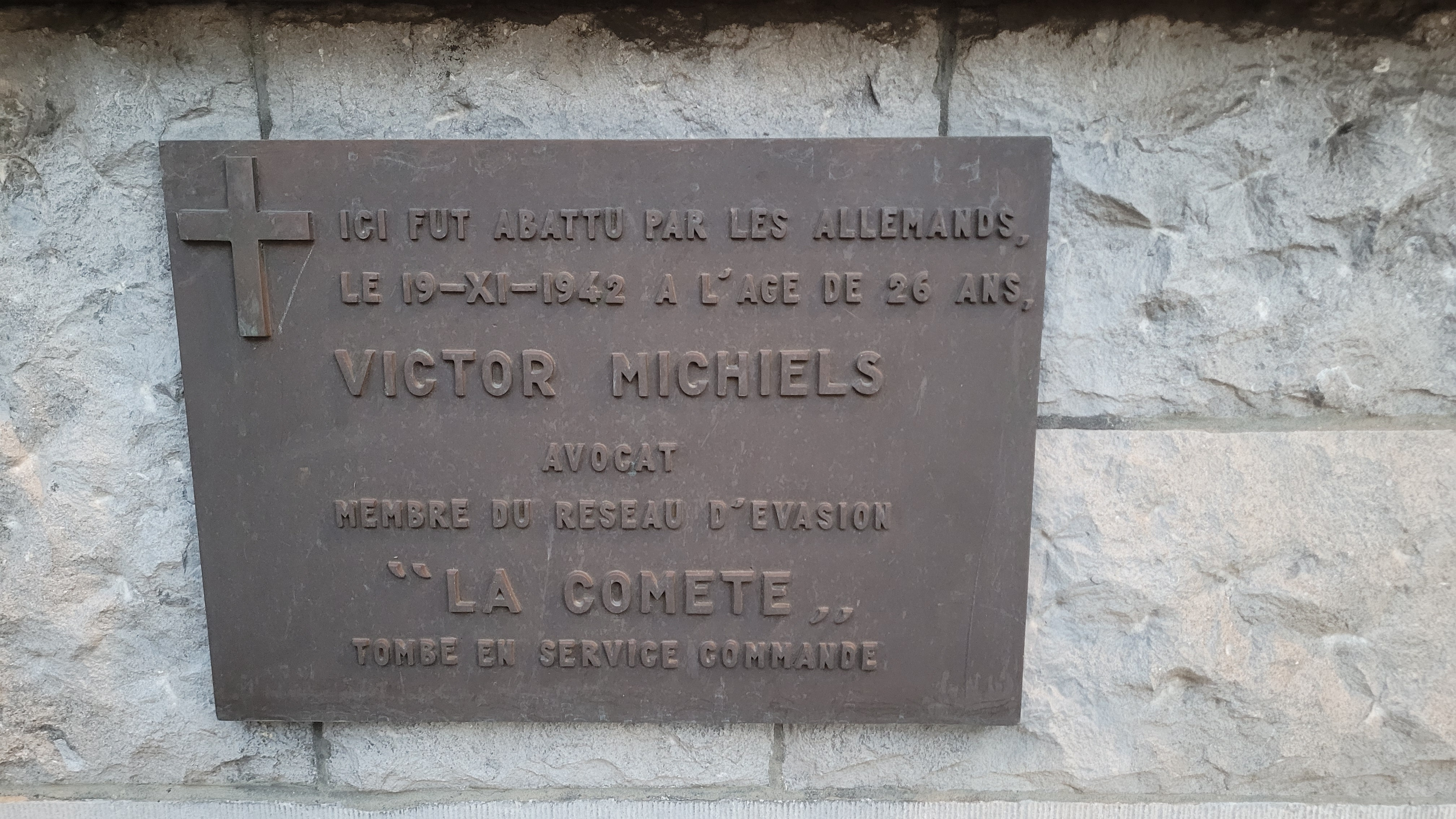
Plaque commémorative, à l'angle de l'Avenue Voltaire et de l'Avenue Ernest Renan, à l'emplacement où fut abattu Victor Michiels.

À la cantine, Jean Greindl, Peggy Van Lier et un jeune avocat de 26 ans, Victor Michiels, se perdent en conjectures pour expliquer le silence de Young Elsie qui devait rapidement revenir donner des nouvelles. Le soir tombe. Jean Greindl envoie Victor Michiels chez les Maréchal en le priant d'être très prudent. Victor Michiels, dissimulé derrière un arbre face à l'habitation, scrute à la recherche du moindre mouvement. Une demi-heure se passe, rien. Il décide alors de sonner. Il est aussitôt interpelé par des agents de la GFP. Tentant le tout pour le tout, il s'enfuit en courant dans la rue et est abattu par les policiers allemands.
Jean Greindl et Peggy Van Lier, rongés d'inquiétude, sont désormais également sans nouvelle de Victor Michiels. Peggy Van Lier qui connait la sœur de Victor décide de se rendre chez les Michiels le lendemain matin prétextant rencontrer son amie pour lui poser des questions sur ses études. À peine arrivée, elle est poussée à l'intérieur de la maison où des agents de la GFP l'interrogent. Elle explique son alibi mais elle est arrêtée et est transférée au siège de la GFP Luftwaffe. Elle apprend brutalement la mort de Victor Michiels et est frappée de stupeur lorsqu'elle croise dans la salle d'attente, elle aussi arrêtée faute de n'avoir pu être prévenue, Elvire Morelle arrivée de Paris et devant se rendre chez les Maréchal,.
Peggy Van Lier est interrogée toute la journée par un « Gros officier SS maléfique à la face-de-rat », elle ne démord pas de sa version. Dans son sac, les policiers découvrent des photographies d'elle, placée là à dessein, en compagnie de soldats allemands en uniforme. Ceci en plus du fait que Peggy Van Lier parle couramment l'allemand achève d'apaiser les soupçons à son égard. Elle est libérée à 20 heures. Après une halte à l'église pour reprendre ses esprits, elle repart à la cantine pour informer Némo que Victor Michiels est mort, que le réseau a été infiltré et les Maréchal arrêtés,,.
Le réseau infiltré connait à cette époque une centaine d'arrestations sur tout le territoire.

### L'Angleterre
Le MI9 est aussitôt informé, craignant qu'elle ne soit définitivement compromise, ils insistent auprès de Peggy Van Lier pour qu'elle accepte de rallier l'Angleterre, elle refuse souhaitant reprendre ses activités. Ce n'est que lorsque Jean Greindl lui en intima l'ordre qu'elle accepta d'emprunter à son tour la filière qu'elle avait contribué à mettre en place pour être exfiltrée.
Le 2 décembre 1942, Georges d'Oultremont et son cousin Édouard d'Oultremont, deux autres membres du réseau, quittent Bruxelles, Peggy Van Lier les suit le lendemain. Direction Paris, Bordeaux, Saint-Jean-de-Luz. Ils franchissent les Pyrénées la nuit du 6 décembre 1942 avec le passeur Florentino Goikoetxea. Après des heures de marche le long de chemins escarpés, chaussés de simples espadrilles, ils franchissent la Bidassoa glacée et tumultueuse. Prennent un bref repos avant de poursuivre pour atteindre la plaine dans la matinée du lendemain. Tous sont exténués.

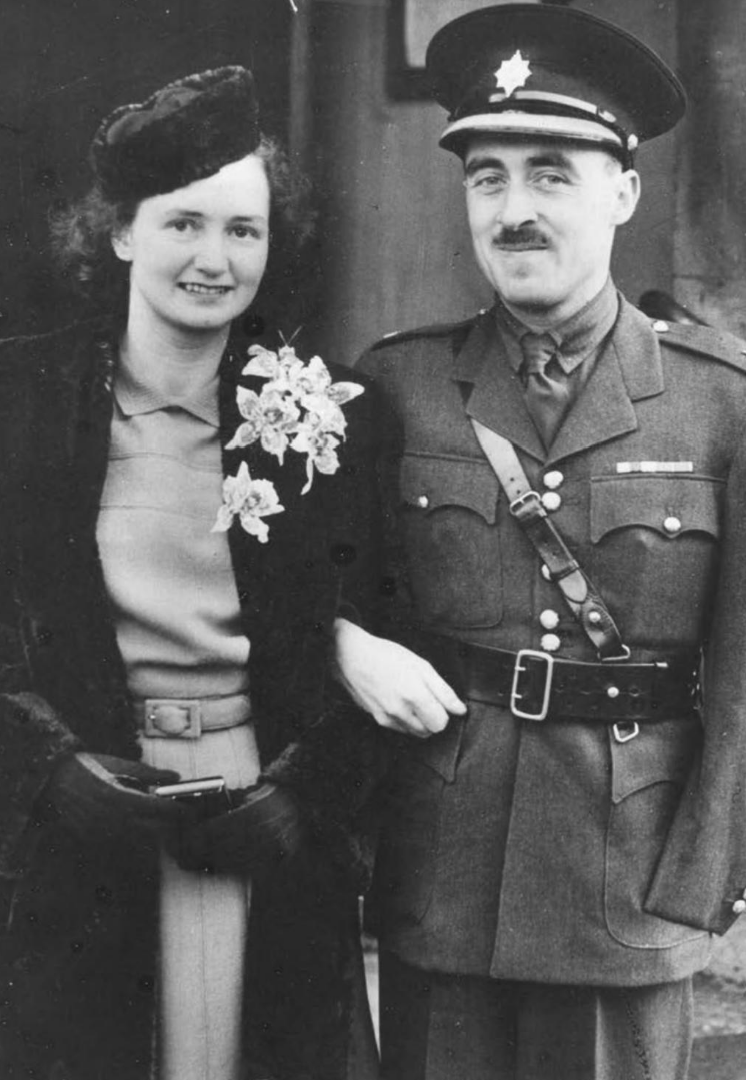
Mariage de Peggy Van Lier et James Langley à Londres en novembre 1943.

Peggy Van Lier est ensuite conduite à Bilbao, au consulat britannique puis, après une nuit de repos, à Séville où elle prend un navire qui transporte des oranges dans ses cales faisant route pour Gibraltar.
Là, elle embarque dans un avion et atterrit à l'aérodrome de Hendon, à 10 kilomètres au nord-ouest de Londres. Arrivée sur le sol britannique le 3 janvier 1943, elle est accueillie par un agent du MI9 de la Room 900 qui coordonnait le réseau Comète : James Langley (en) qui n'est pas très content d'être là mais il se doit d'accueillir cette résistante avec tous les égards en l'absence de son supérieur Airey Neave, alors en voyage de noces,. Ceci ne fut que de courte durée tant il fut séduit par « la fraîcheur et les beaux yeux bleus de Peggy Van Lier ». Ils se marient un an plus tard, en novembre 1943,.
James Langley, surnommé Jimmy, est né le 12 mars 1916, il a servi au sein des Coldstream Guards lors de la campagne des 18 jours en Belgique mais, blessé, il n'a pu être évacué à Dunkerque. Il est fait prisonnier par les Allemands et est amputé d'un bras dans un hôpital militaire allemands à Lille d'où il parvient à s'échapper et, via, la France, l'Espagne et Gibraltar, à rallier Londres où il travaille pour le MI9.
Peu de temps après l'arrivée de Peggy Van Lier à Londres, Andrée De Jongh est arrêtée et déportée à Ravensbrück, elle survit à la guerre. Jean Greindl est arrêté le 6 février 1943. Il trouve la mort lors d'un bombardement allié sur Bruxelles tandis qu'il était maintenu au secret à la caserne d'Etterbeek, le 7 septembre 1943.
Peggy Van Lier, après un passage obligé à la Patriotic School, prend des cours de parachutisme dans l'espoir de pouvoir être à nouveau active en Belgique mais le projet n'aboutit pas. Elle travaille pour les officiers supérieurs du War Office et obtient un passeport britannique.
Après la guerre, elle et son mari ouvrent une librairie à Alderton dans le Suffolk et plus tard, une seconde à Ipswich,. Ils ont eu cinq enfants, 4 garçons et une fille. James Langley est mort le 10 avril 1983,.
Peggy Langley est morte à Alderton, le 20 juillet 2000 à l'âge de 85 ans.
Durant la Seconde Guerre mondiale, environ 800 aviateurs furent en mesure de regagner l'Angleterre grâce aux agents du Réseau Comète dont la devise, qui est gravée sur la tombe de Peggy Van Lier, était Pugna Quin Percutias (Combattre sans coup férir).

## Reconnaissances
- Médaille de l'Empire britannique[11].
- Croix de guerre avec palmes[11].
- Croix de la résistance néerlandaise[11].
- Médaille de la Liberté américaine[11].